# Drawn from Memory
Drawn from Memory è il secondo album in studio del gruppo musicale britannico Embrace, pubblicato il 27 marzo 2000 dalla Hut Recordings.

## Tracce
Testi e musiche di Danny McManara e Richard McNamara.
1. The Love It Takes – 5:31
2. You're Not Alone – 4:29
3. Save Me – 4:46
4. Drawn from Memory – 7:00
5. Bunker Song – 1:48
6. New Adam New Eve – 3:47
7. Hooligan – 4:13
8. Yeah You – 3:38
9. Liars Tears – 3:16
10. I Wouldn't Wanna Happen to You – 3:50
11. I Had a Time – 5:47

Tracce bonus nella versione giapponese
1. I've Been Running – 5:49
2. I Can't Feel Bad Anymore – 4:30

## Formazione
- Danny McNamara – voce, chitarra, produzione
- Richard McNamara – chitarra, voce, kazoo, percussioni, loop, produzione
- Steve Firth – basso, produzione
- Mickey Dale – tastiera, chitarra, produzione
- Mike Heaton – batteria, percussioni, loop, clarinetto, produzione

Produzione
- Tristin Norwell – produzione e registrazione (eccetto traccia 2)
- Hugo Nicolson – produzione (traccia 2)
- Simon Sheridan – registrazione (eccetto traccia 2)